# 積水ハウスシャーメゾンPM中国四国
積水ハウスシャーメゾンPM中国四国株式会社（せきすいハウスシャーメゾンPMちゅうごくしこく）は、広島県広島市中区に本社を置く日本の不動産会社。積水ハウスのグループ会社である。
2020年2月1日に、積和不動産中国株式会社（せきわふどうさんちゅうごく）から社名を変更した。
2025年2月1日に、仲介・不動産事業を積水ハウス不動産関西株式会社（同日付で積水ハウス不動産株式会社に商号変更）に分割し、現商号に変更した。

## 概要
- 所在：広島県広島市中区小町1番25号
- 設立：1982年8月2日
- 資本金：370,000,000円

## 沿革
- 1982年（昭和57年）8月2日 - 中国積和不動産株式会社設立。
- 1998年（平成10年）9月 - 大阪証券取引所第2部・広島証券取引所に上場。
- 2000年（平成12年）3月 - 東京証券取引所第2部に上場（広島証券取引所が統合されたため）。
- 2000年（平成12年）8月 - 積和不動産中国株式会社に社名変更。
- 2005年（平成17年）1月 - 積水ハウスとの株式交換により上場廃止。
- 2020年（令和2年）2月1日 - 積水ハウス不動産中国四国株式会社に社名変更[2]。
- 2025年（令和7年）2月1日 - 現商号に変更。

## 営業エリア
積水ハウス不動産中国四国の営業エリアは以下の地域。
- 中国地方：広島県、岡山県、山口県、鳥取県、島根県
- 四国地方：香川県、愛媛県、徳島県、高知県